# Шаркичя
Шаркичя (лит. Šarkyčia) — деревня в Калварийском самоуправлении Мариямпольского уезда Литвы. Входит в состав Любавасского староства.

## География
Деревня расположена на юго-западе Литвы, в пределах Судувской возвышенности, на северо-западном берегу озера Шаркис, на расстоянии приблизительно 22 километров к юго-западу от города Мариямполе, административного центра уезда. Абсолютная высота — 140 метров над уровнем моря.
Ближайшие населённые пункты: Агуонис, Баркай, Асава, Зигмантавас, Сенабудис.
Климат
Климат деревни характеризуется как умеренно континентальный с чертами морского (Dfb в классификации климатов Кёппена).

## История
В 1888 году в населённом пункте числилось 47 человек. В национальном составе 100 % составляли литовцы. В административном отношении деревня входила в состав гмины Любово Кальварийского уезда Сувалкской губернии.

## Население
По данным официальной переписи 2011 года численность населения Шаркичи составляла 4 человека (3 мужчины и 1 женщина).